# Južni Alföld
Južni Alföld ili Južna Nizina (mađarski: Dél-Alföld) je jedna od sedam mađarskih statističkih regija.

## Zemljopis
Regija Južni Alföld se poklapa s istoimenom turističkom regijom Mađarske. Najviše je razvijen seoski turizam. Najveći vrh u regiji je brdo Ólom (mađ. Ólom-hegy) visine od 174 m.
Bačko-kiškunska županija
Najpoznatija turistička odredišta uz gradove Kečkemet, Kaloča i Baja su Bugac i selo Ajoš s 12 000 vinskih podruma, gdje se svakog svibnja održava vinski festival. Također je poznata i kalačka paprika, halaška čipka i rakija kajsijevača iz Kečkemeta (barackpálinka).
Bekeška županija
Glavna atrakcija ove županije je srednjovjekovna tvrđava u Gyuli. Također je od gastronomske ponude popularna kobasica (csabai kolbász), salama (gyulai szalámi) i rakija (békési szilvapálinka).
Čongradska županija
Najpopularnije odredište je grad Segedin s muzejima i galerijama, srednjovjekovnim palačama (Dóm tér (Seged)). U ovom području nalazi se i nacionalni povijesni spomen-park (Nemzeti Történeti Emlékpark). Od gastronomije poznata je paprika (szegedi fűszerpaprika) i salama (Pick-szalámi).

## Naselja

### Županijska središta
- Bačko-kiškunska županija: Kečkemet
- Bekeška županija: Békéscsaba
- Čongradska županija: Seged (Segedin), Vašarelj

### Gradovi
- Bačko-kiškunska županija: Baja, Kunszentmiklós, Kiskunfélegyháza, Vakier, Olaš, Aljmaš, Kalača, Šolta, Kireš, Szabadszállás, Kiskunmajsa, Izsák, Tiszakécske, Kerekegyháza, Lajosmizse, Tompa, Jankovac, Večica, Kecelj
- Bekeška županija: Gyula, Vésztő, Orosháza, Mezőkovácsháza, Békés, Batanja (Battonya),[1] Szarvas, Tótkomlós, Gyomaendrőd, Füzesgyarmat, Mezőberény, Mezőhegyes, Sarkad, Csorvás, Szeghalom, Elek, Dévaványa
- Čongradska županija: Szentes, Makovo, Čongrad, Sándorfalva, Kistelek, Micenta, Ralma

## Vanjske poveznice
- Regija Južni Alföld - novosti